# Linea Jōetsu

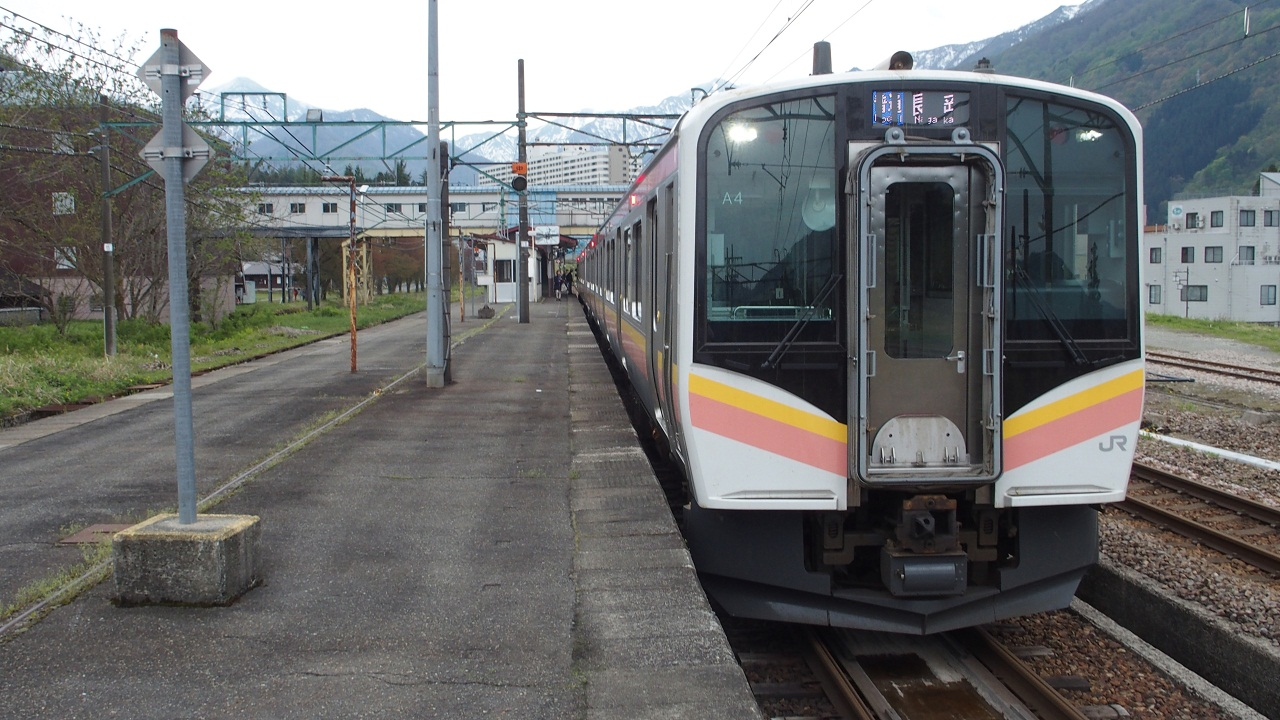
Treno della serie E129

La linea Jōetsu (上越線?, Jōetsu-sen) è una linea ferroviaria giapponese a carattere regionale gestita dalla JR East a scartamento ridotto che collega le stazioni di Takasaki nella città omonima e di Miyauchi, a Nagaoka. La linea unisce le prefetture di Gunma e Niigata. Il nome della linea si riferisce alle antiche province di Kōzuke (上野) e Echigo (越後).

## Servizi
Prima dell'apertura del Jōetsu Shinkansen nel 1982, la linea vedeva una serie di frequenti servizi espressi colleganti Tokyo con Niigata, ma dopo l'apertura della linea veloce, il traffico è diventato prevalentemente locale e merci. La sezione fra Echigo-Yuzawa e Gala-Yuzawa utilizzata durante l'inverno dagli Shinkansen, tecnicamente appartiene alla linea Jōetsu.

## Stazioni
| Stazione                                                     | Giapponese         | Distanza | Distanza | Collegamenti | Posizione            | Posizione |
| Stazione                                                     | Giapponese         | Interst. | Totale   | Collegamenti | Posizione            | Posizione |
| ------------------------------------------------------------ | ------------------ | -------- | -------- | --- | -------------------- | --------- |
| Takasaki                                                     | 高崎               | -        | 0.0      | ■ Linea Takasaki ■ Linea Hachikō ■ Linea Ryōmō ■ Linea Agatsuma ■ Linea principale Shin'etsu ■ Jōetsu Shinkansen ■ Nagano Shinkansen ■ Linea Jōshin | Takasaki             | Gunma     |
| Takasakitonyamachi                                           | 高崎問屋町         | 2.8      | 2.8      | ■ Linea Ryōmō | Takasaki             | Gunma     |
| Ino                                                          | 井野               | 1.2      | 4.0      | ■ Linea Ryōmō | Takasaki             | Gunma     |
| Shin-Maebashi                                                | 新前橋             | 3.3      | 7.3      | ■ Linea Ryōmō | Maebashi             | Gunma     |
| Gumma-Sōja                                                   | 群馬総社           | 4.8      | 12.1     | | Maebashi             | Gunma     |
| Yagihara                                                     | 八木原             | 5.6      | 17.7     | | Shibukawa            | Gunma     |
| Shibukawa                                                    | 渋川               | 3.4      | 21.1     | Linea Agatsuma | Shibukawa            | Gunma     |
| Shikishima                                                   | 敷島               | 6.4      | 27.5     | | Shibukawa            | Gunma     |
| Tsukuda                                                      | 津久田             | 3.0      | 30.5     | | Shibukawa            | Gunma     |
| Iwamoto                                                      | 岩本               | 5.8      | 36.3     | | Numata               | Gunma     |
| Numata                                                       | 沼田               | 5.0      | 41.3     | | Numata               | Gunma     |
| Gokan                                                        | 後閑               | 5.2      | 46.5     | | Minakami, Tone       | Gunma     |
| Kamimoku                                                     | 上牧               | 7.1      | 53.6     | | Minakami, Tone       | Gunma     |
| Minakami                                                     | 水上               | 5.4      | 59.0     | | Minakami, Tone       | Gunma     |
| Yubiso                                                       | 湯檜曽             | 3.7      | 62.7     | | Minakami, Tone       | Gunma     |
| Doai                                                         | 土合               | 6.6      | 69.3     | | Minakami, Tone       | Gunma     |
| Tsuchitaru                                                   | 土樽               | 10.8     | 80.1     | | Yuzawa, Minamiuonuma | Niigata   |
| Echigo-Nakazato                                              | 越後中里           | 7.3      | 87.4     | | Yuzawa, Minamiuonuma | Niigata   |
| Iwappara-Ski-jō-mae                                          | 岩原スキー場前     | 3.7      | 91.1     | | Yuzawa, Minamiuonuma | Niigata   |
| Echigo-Yuzawa                                                | 越後湯沢           | 3.1      | 94.2     | Jōetsu Shinkansen Linea Jōetsu (per Gala-Yuzawa) | Yuzawa, Minamiuonuma | Niigata   |
| Ishiuchi                                                     | 石打               | 6.4      | 100.6    | | Minamiuonuma         | Niigata   |
| Ōsawa                                                        | 大沢               | 4.0      | 104.6    | | Minamiuonuma         | Niigata   |
| Jōetsu-Kokusai-Ski-jō-mae                                    | 上越国際スキー場前 | 1.0      | 105.6    | | Minamiuonuma         | Niigata   |
| Shiozawa                                                     | 塩沢               | 2.3      | 107.9    | | Minamiuonuma         | Niigata   |
| Muikamachi                                                   | 六日町             | 3.9      | 111.8    | Linea Hokuetsu Express Hokuhoku | Minamiuonuma         | Niigata   |
| Itsukamachi                                                  | 五日町◇            | 6.6      | 118.4    | | Minamiuonuma         | Niigata   |
| Urasa                                                        | 浦佐               | 5.5      | 123.9    | Jōetsu Shinkansen | Minamiuonuma         | Niigata   |
| Yairo                                                        | 八色               | 3.1      | 127.0    | | Minamiuonuma         | Niigata   |
| Koide                                                        | 小出               | 5.2      | 132.2    | Linea Tadami | Uonuma               | Niigata   |
| Echigo-Horinouchi                                            | 越後堀之内         | 2.5      | 134.7    | | Uonuma               | Niigata   |
| Kita-Horinouchi                                              | 北堀之内           | 3.4      | 138.1    | | Uonuma               | Niigata   |
| Echigo-Kawaguchi                                             | 越後川口           | 4.7      | 142.8    | Linea Iiyama | Nagaoka              | Niigata   |
| Ojiya                                                        | 小千谷             | 6.6      | 149.4    | | Ojiya                | Niigata   |
| Echigo-Takiya                                                | 越後滝谷           | 7.2      | 156.6    | | Nagaoka              | Niigata   |
| Miyauchi                                                     | 宮内               | 6.0      | 162.6    | Linea principale Shin'etsu (per Naoetsu) | Nagaoka              | Niigata   |
| Prosecuzione fino a Nagaoka sulla linea principale Shin'etsu |                    |          |          | |                      |           |
| Scalo merci di Minami-Nagaoka                                | 南長岡             | 1.4      | 164.0    | | Nagaoka              | Niigata   |
| Nagaoka                                                      | 長岡               | 1.6      | 165.6    | Jōetsu Shinkansen, Linea principale Shin'etsu (per Niigata)                                                                                         | Nagaoka              | Niigata   |